# Abalak
Abalak hay Abalagh là một thị trấn nằm ở vùng Tahoua, miền bắc Niger. Nó có dân số dưới 13.000 người vào năm 2001.

## Địa lý
Abalak nằm ở phía bắc của Sahel, giáp với sa mạc Sahara. Nó cũng nằm dọc theo rìa phía nam của vùng đồng bằng khô hạn và các thung lũng sông tạo nên bồn địa Azawagh. Thị trấn nằm trong một wadi, được sử dụng nhằm giữ nước ngầm trong mùa khô kéo dài.

## Giao thông và kinh tế
Abalak nằm trên một con đường cao tốc, được nối với tuyến Niamey – Tahoua – Agadez – Arlit ngay phía đông bắc thị trấn. Về phía nam, có một con đường khác đến thị trấn Keita. Abalak là một thị trấn thương mại. Nó cũng phát triển ngành đánh bắt cá trên một hồ nhân tạo gần thị trấn.